# ハルトークス数
数学の、特に公理的集合論におけるハルトークス数（ハルトークスすう、英: Hartogs number）とは、ある種の基数のことを言う。1915年にフリードリヒ・ハルトークスによって、ある整列順序付けられた基数が与えられたとき、それよりも大きい最小の整列順序付けられた基数が存在することが示されたが、これには ZF-公理系のみが用いられ、したがって選択公理は用いられなかった。
ある集合のハルトークス数を定義する上で、その集合が整列可能である必要はない。すなわち、任意の集合 X のハルトークス数は、α から X への単射が存在しないような最小の順序数 α で定義される。X が整列可能でないなら、その α が X の基数よりも「大きい」最小の整列順序付けられた基数であると言う必要はなく、「小さくも等しくもない」と言えばよい。X から α への写像はしばしばハルトークスの函数（Hartogs' function）と呼ばれる。

## 証明
集合論のいくつかの基本定理の下で、証明は簡単に出来る。今 {\displaystyle \alpha =\{\beta \in {\textrm {Ord}}|\exists i:\beta \hookrightarrow X\}} を定める（ただし今 {\displaystyle {\textrm {Ord}}}は順序数全体のクラスを表す）。はじめに、この α は集合であることを確かめる。
1. X × X は X の二回冪集合の定義可能な部分クラスで表せるので冪集合公理と分出公理から集合であることが分かる。
2. X × X の冪集合が集合であることも、冪集合公理より分かる。
3. X の部分集合のすべての反射的整列順序のクラス W は、上記の集合の定義可能な部分クラスであるため、分出公理により集合である。
4. W の整列順序のすべての順序型のクラスは、置換公理により集合である。実際、
(Domain(w), w) {\displaystyle \cong } (β, ≤)
を簡単な式で表すことが出来るためである。

この最後に現れた集合は、α である。
順序数の推移的集合はまた順序数であるため、α は順序数である。さらに α から X への単射が存在するなら、α ∈ α という矛盾を得ることが出来る。したがって α は X への単射が存在しないような最小の順序数であると言える。実際、β < α に対して β ∈ α であるため β から X への単射が存在する。